# Rhythmedia Tribe
Rhythmedia Tribe（リズメディア トライブ）は、ソニー・ミュージックエンタテインメント内にあるアリオラジャパンレーベルのひとつ。

## 概要
日本の芸能事務所であるRhythmediaの所属アーティスト用のレコードレーベル。2002年設立。第1弾CDはMISIAのシングル「果てなく続くストーリー」。
上記の通りRhythmediaの専属レーベルであるが、同事務所所属の千織・ダンデライオンはこのレーベルを使用していない。TIGERとDJ GOMIは2005年以降本人名義作品を発表しておらず、Calynは2004年を以てRhythmediaと契約を終了（Calynの参加ユニットDGEMも同様）、2006年・2007年に所属・作品を発表したGANGA ZUMBAは2008年以降インディーズレーベルにて作品をリリースしているため、現在は実質的にMISIAのプライベートレーベルとして運営されている。配給をレコード会社に委託したレーベル運営を行っており、設立時の2002年から2006年まではエイベックスが行っていたが、2007年からはMISIAのレコード会社移籍に伴いBMG JAPAN、2009年10月にアリオラジャパン、2014年4月にソニー・ミュージックエンタテインメントに販売権を移行した。

## 所属アーティスト
- MISIA
  - 「果てなく続くストーリー」（2002年1月30日）〜「CATCH THE RAINBOW」（2008年12月17日）

## 元所属アーティスト
| 発売日         | タイトル                                                                 | 規格品番              |
| TIGER          | TIGER                                                                    | TIGER                 |
| -------------- | ------------------------------------------------------------------------ | --------------------- |
| 2002年03月06日 | GIRLFRIEND                                                               | RXCM-21002            |
| 2002年07月10日 | ORANGE                                                                   | RXCM-21006            |
| 2002年07月24日 | BLACK HAIR & BLACK EYES                                                  | RXCD-21008            |
| 2003年07月30日 | Summer dayz ～太陽と遊ぼう～                                             | RXCD-21033            |
| Calyn          |                                                                          |                       |
| 2002年07月17日 | Eternity                                                                 | RXCM-21007            |
| 2002年08月07日 | JOAQUIN"JOE"CLAUSSELL REMIX WORK OF Calyn                                | RXCM-21010            |
| 2002年11月20日 | "Black,Bitter&Sweet"                                                     | RXCD-21013            |
| 鷺巣詩郎       |                                                                          |                       |
| 2002年08月28日 | フジテレビ系木曜夜10時連続ドラマ 恋愛偏差値 オリジナル・サウンドトラック | RXCD-21014            |
| 2003年12月03日 | LONDON FREEDOM CHOIR/SHIRO'S SONGBOOK SELECTION                          | RXCD-21039            |
| DJ GOMI        |                                                                          |                       |
| 2004年03月31日 | NEO MAESTRO EV Gomi's NYC Beats                                          | RXCD-21043            |
| 2004年09月23日 | DJ Gomi Presents I LOVE NY HOUSE                                         | RXCD-21056            |
| DGEM           |                                                                          |                       |
| 2004年08月04日 | Nu Skool Breaks! (Everybody Dance Now)                                   | RXCM-21052            |
| 2004年09月08日 | Happy Life                                                               | RXCM-21055            |
| 2004年11月25日 | デジソウル                                                               | RXCD-21062            |
| GANGA ZUMBA    |                                                                          |                       |
| 2006年08月02日 | HABATAKE!                                                                | RXCD-21079            |
| 2006年11月29日 | DISCOTIQUE                                                               | RXCD-21080            |
| 2007年04月25日 | UM                                                                       | RXCD-21086 RXCD-21087 |